# Caleb Zady Sery
Caleb Zady Sery né le 20 décembre 1999 à Gagnoa (Côte d'Ivoire), est un footballeur ivoirien. Il joue au poste d'ailier gauche au FK Vojvodina.

## Biographie

### AC Ajaccio (2018-2019)
Caleb Zady Sery est formé à l'AC Ajaccio, club qui lui permet de faire ses débuts en professionnels. Il joue son premier match en équipe première le 14 septembre 2018, lors d'une rencontre de Ligue 2 face au Paris FC (0-0). Le 3 mai 2019 Zady inscrit son premier but en professionnel en donnant la victoire à son équipe contre l'US Orléans (1-0). Le 21 mai 2019 il signe son premier contrat professionnel avec l'ACA.

### SM Caen (2019-2024)
Le 31 août 2019, lors du dernier jour du mercato estival, Caleb Zady Sery s'engage pour cinq ans avec le SM Caen. Il joue son premier match sous ses nouvelles couleurs le 27 septembre 2019, à l'occasion d'une rencontre de championnat face au Grenoble Foot 38. Il est titularisé lors de cette rencontre perdue par Caen (1-0).
Touché à la cheville en mars 2022, Zady Sery voit sa saison 2021-2022 terminée prématurément. Il fait son retour dans le groupe professionnel lors des matchs de présaison à l'été 2022, et son retour à la compétition le 30 juillet 2022, lors de la première journée de la saison 2022-2023 de Ligue 2, contre le Nîmes Olympique. Entré en jeu ce jour-là, il se montre décisif en délivrant une passe décisive pour Godson Kyeremeh sur le but qui permet à son équipe de s'imposer (0-1 score final).

## Statistiques
| Saison                | Club                  | Championnat           | Championnat | Championnat | Championnat | Coupe(s) nationale(s) | Coupe(s) nationale(s) | Coupe(s) nationale(s) | Compétition(s) continentale(s) | Compétition(s) continentale(s) | Compétition(s) continentale(s) | Compétition(s) continentale(s) | Total | Total | Total |
| Saison                | Club                  | Division              | M.          | B.          | P.d.        | M.                    | B.                    | P.d.                  | Comp.                          | M.                             | B.                             | P.d.                           | M.    | B.    | P.d.  |
| 2018-2019             | AC Ajaccio            | Ligue 2               | 21          | 1           | 1           | 1                     | 0                     | 0                     | -                              | -                              | -                              | -                              | 22    | 1     | 1     |
| 2019-2020             | AC Ajaccio            | Ligue 2               | 4           | 0           | 0           | 0                     | 0                     | 0                     | -                              | -                              | -                              | -                              | 4     | 0     | 0     |
| Sous-total            | Sous-total            | Sous-total            | 25          | 1           | 1           | 1                     | 0                     | 0                     | -                              | -                              | -                              | -                              | 26    | 1     | 1     |
| 2019-2020             | SM Caen               | Ligue 2               | 17          | 1           | 5           | 2                     | 0                     | 0                     | -                              | -                              | -                              | -                              | 19    | 1     | 5     |
| 2020-2021             | SM Caen               | Ligue 2               | 24          | 1           | 1           | 1                     | 0                     | 0                     | -                              | -                              | -                              | -                              | 25    | 1     | 1     |
| 2021-2022             | SM Caen               | Ligue 2               | 24          | 0           | 6           | -                     | -                     | -                     | -                              | -                              | -                              | -                              | 24    | 0     | 6     |
| 2022-2023             | SM Caen               | Ligue 2               | 21          | 0           | 2           | -                     | -                     | -                     | -                              | -                              | -                              | -                              | 21    | 0     | 2     |
| 2023-2024             | SM Caen               | Ligue 2               | 10          | 0           | 1           | 1                     | 0                     | 0                     | -                              | -                              | -                              | -                              | 11    | 0     | 1     |
| Sous-total            | Sous-total            | Sous-total            | 96          | 2           | 15          | 4                     | 0                     | 0                     | -                              | -                              | -                              | -                              | 100   | 2     | 15    |
| 2023-2024             | FK Vojvodina          | SuperLiga             | 16          | 4           | 3           | 3                     | 0                     | 0                     | -                              | -                              | -                              | -                              | 19    | 4     | 3     |
| 2024-2025             | FK Vojvodina          | SuperLiga             | 6           | 1           | 3           | -                     | -                     | -                     | C3+C4                          | 2+2                            | 0+1                            | 0+1                            | 10    | 2     | 4     |
| Sous-total            | Sous-total            | Sous-total            | 22          | 5           | 6           | 3                     | 0                     | 0                     | -                              | 4                              | 1                              | 1                              | 29    | 6     | 7     |
| Total sur la carrière | Total sur la carrière | Total sur la carrière | 143         | 8           | 22          | 8                     | 0                     | 0                     | -                              | 4                              | 1                              | 1                              | 155   | 9     | 23    |